# 頂上

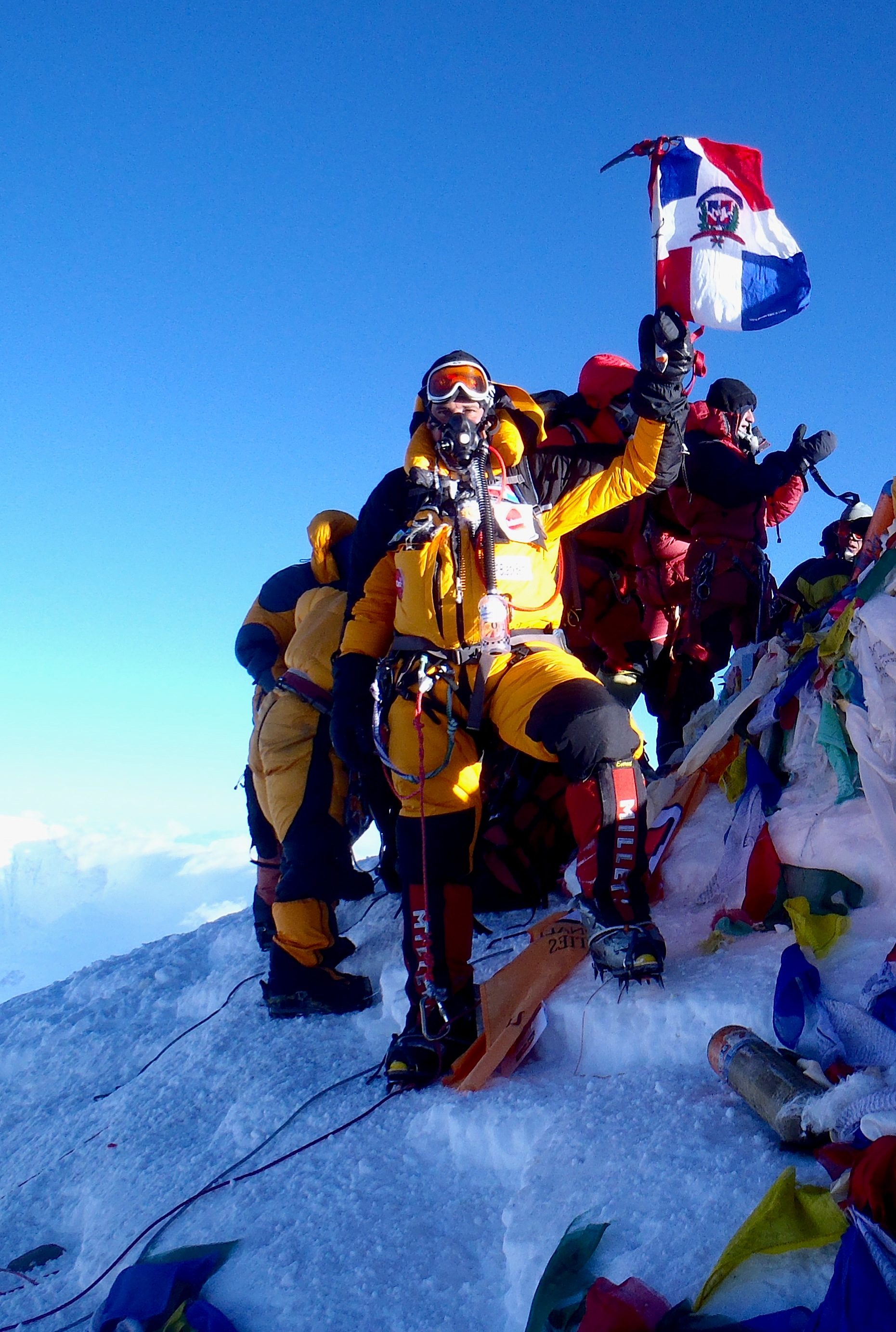
地球上で最も高いエベレスト山の頂上。8800メートル（29000フィート）の高さがあり、登山者は空気の薄さから身を守るために酸素マスクを着用している。大型旅客機は機内の空気を加圧して、それよりも高い10000メートル（33000フィート）の高さを飛行する。

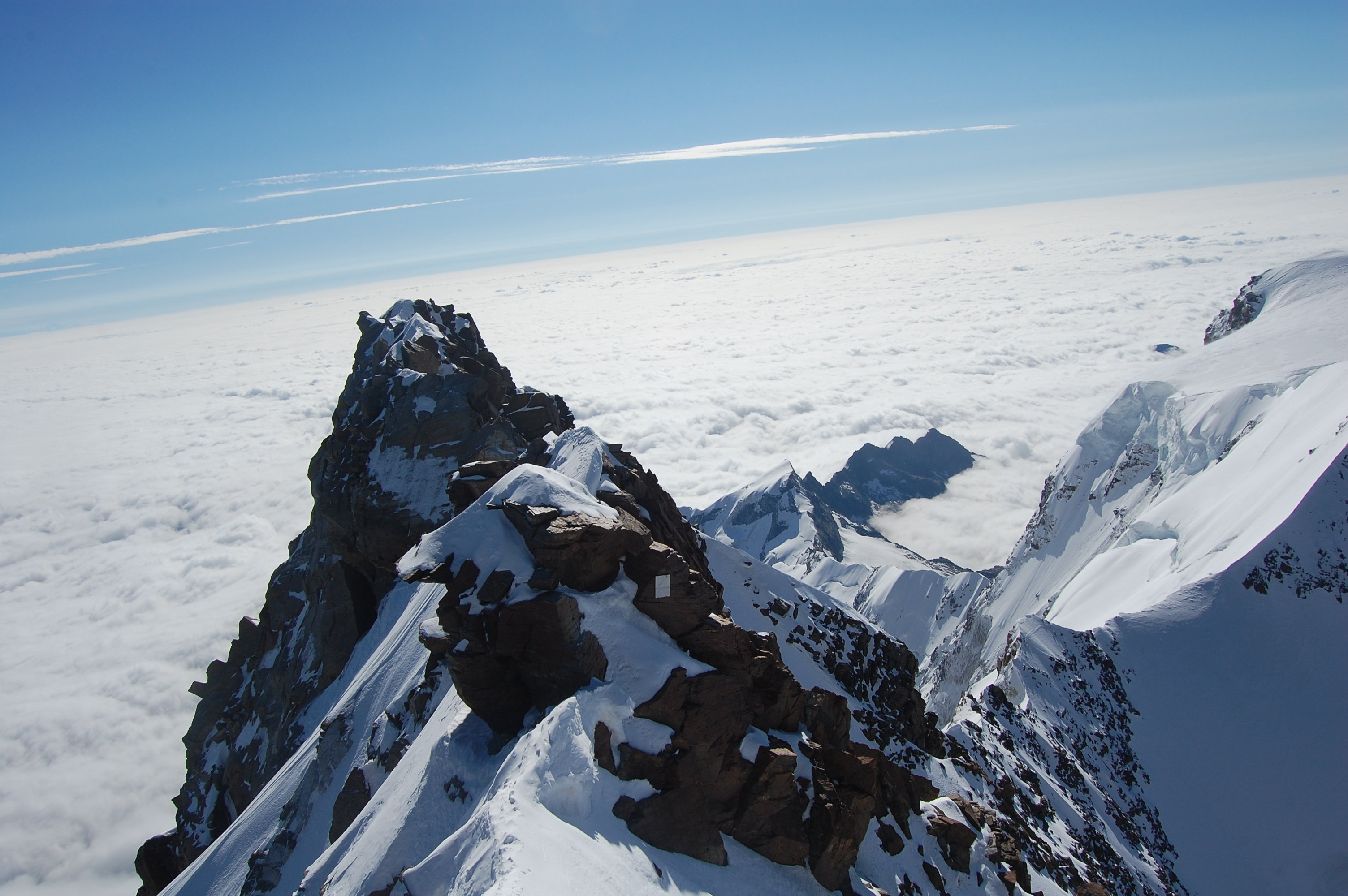
スイスの最高峰、モンテ・ローザの頂上からの眺め。

頂上（ちょうじょう）は、山のような起伏のある地形において隣接した他の全ての地点よりも高い場所。類義語に山頂（さんちょう）、頂点（ちょうてん）、頂（いただき）、峰（みね）、山巓（さんてん）、サミット（summit）などがある。

## 定義
頂上という語は、通常、かなりの量のプロミネンス（隣り合う全ての地点よりも高い標高）および十分なアイソレーション（より高い標高を持つ最も近い地点からの距離）を持つ山の頂を指すためだけに使われる。たとえば、頂上のすぐ隣に少し低い頂があっても、それは頂上とは呼ばれない。若干のプロミネンスとアイソレーションのため特定の区分の値に満たないこれら頂は、副峰（サブピーク）と考えられ、同じ山の一部とみなされる。国際山岳連盟（UIAA）では、30メートル（98フィート）以上のプロミネンスがあるのなら山頂（サミット）は独立して存在しているとされ、少なくとも300メートル（980フィート）のプロミネンスがあれば、山として定義される。これらは以下の通りに要約される。
| 区分                                              | プロミネンス    |
| ------------------------------------------------- | --------------- |
| サブピーク（Subpeak）                             | 30メートル未満  |
| ピーク または 山頂 （Independent peak or summit） | 30メートル以上  |
| 山（Mountain）                                    | 300メートル以上 |

ピラミッド型の頂上は、氷侵食によって形成された特徴のある頂上である。
サミットは、道に沿ったコース上の最高地点を指す場合がある。アメリカ合衆国西部の多くの地域では、一般道や高速道路、または鉄道の最高地点を示すためにサミットが使われ、例えば、カリフォルニア州の州間高速道路80号線における最も高い地点は、ドナー・サミットと呼ばれ、すぐ南にあるドナー峠とは区別されている。
|  |  |  |